# Anna-Lena Fritzon
Anna-Lena Fritzon (Äppelbo, 7 de marzo de 1965) es una deportista sueca que compitió en biatlón, esquí de fondo y triatlón. Ganó una medalla de plata en el Campeonato Europeo de Triatlón de 1985.

## Palmarés internacional
| Campeonato Europeo | Campeonato Europeo | Campeonato Europeo | Campeonato Europeo |
| Año                | Lugar              | Medalla            | Prueba             |
| ------------------ | ------------------ | ------------------ | ------------------ |
| 1985               | Immenstadt (RFA)   | Medalla de plata   | Individual         |